# Viola chelmea
Viola chelmea är en violväxtart. Viola chelmea ingår i släktet violer, och familjen violväxter.

## Underarter
Arten delas in i följande underarter:
- V. c. chelmea
- V. c. vratnikensis

## Bildgalleri

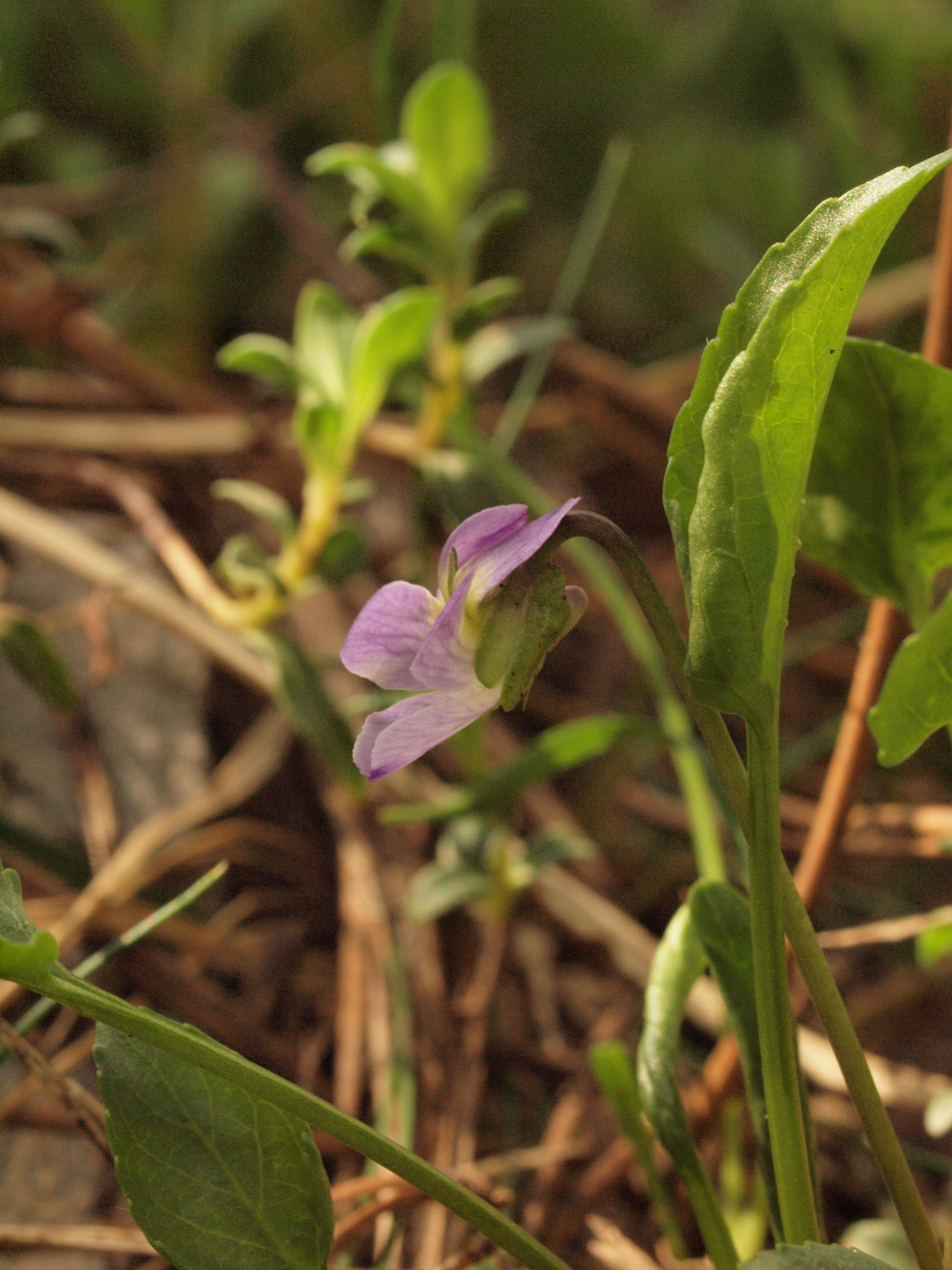